# 러셀 톰킨스 주니어
러셀 톰킨스 주니어(Russell Thompkins, Jr., 본명은 Russell Allen Thompkins, Jr., 1951년 3월 21일 ~ )는 미국의 남성 가수 및 작사가 겸 뮤지컬 배우이다.

## 생애
학력은 고졸이며 1968년 R&B 보컬 음악 그룹 "스타일리스틱스(Stylistics)"의 보컬리스트로 첫 데뷔하였고 1975년 뮤지컬 배우 데뷔하였다.

## 유명세
"스타일리스틱스(Stylistics)" 시절에 히트한 노래로는 《Stop, look, listen》, 《Because I love you girl》 등이 있다.